# Leioproctus lanhami
Leioproctus lanhami är en biart som beskrevs av Michener 1965. Leioproctus lanhami ingår i släktet Leioproctus och familjen korttungebin. Inga underarter finns listade i Catalogue of Life.

## Bildgalleri

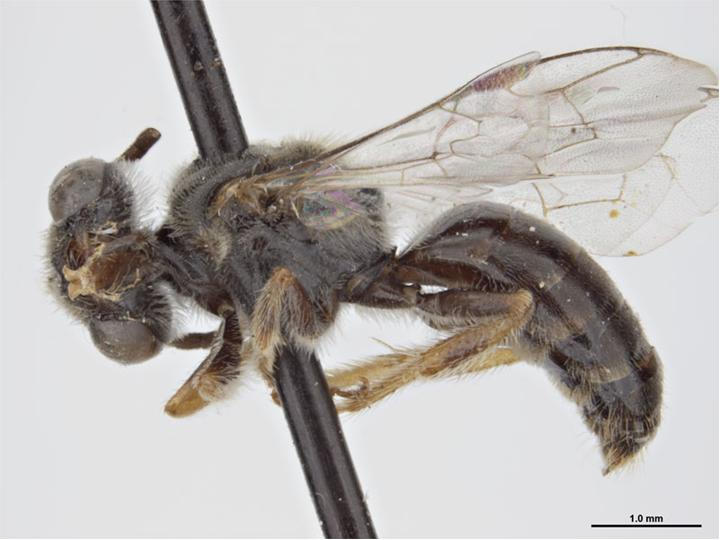